# Эрнроот, Эдда
Эдда Аделаида Эрнроот (швед. Edda Adelaide Ehrnrooth, урождённая Мильк, нем. Mielck, в первом браке фон Биддер, нем. von Bidder; 22 марта 1893, Выборг — 17 октября 1983, Хельсинки) — финская оперная певица.
Дочь немецкого предпринимателя Теодора Вильгельма Милька (1854—1914), торговца зерном и владельца мельницы, и его жены Ирены (1857—1925), урождённой Фабрициус, сестры композитора Эрнста Фабрициуса. Сестра композитора Эрнста Милька.
В 1911 г. училась у Иды Экман, затем в 1912—1914 гг. у Наталии Ирецкой. В 1915—1916 гг. продолжала заниматься вокалом в Одессе, в следующем сезоне дебютировала на сцене Одесского оперного театра. В 1918—1919 гг. пела в Риге, затем в 1919—1922 гг. на сцене Шведского театра Турку, в 1925—1931 гг. на сцене Шведского театра Хельсинки. В 1924 году снялась в роли Афины Паллады в финском немом фильме о древнегреческих богах, предназначенном для сбора денег финским участникам Олимпийских игр 1924 года.